# Justin Bailey
Justin Bailey, född 1 juli 1995 i Buffalo, är en amerikansk professionell ishockeyspelare som är kontrakterad till NHL-organisationen Philadelphia Flyers och spelar för deras farmarlag Lehigh Valley Phantoms i AHL. 
Han har tidigare spelat på NHL-nivå för Buffalo Sabres och på lägre nivåer för Rochester Americans i AHL, Sault Ste. Marie Greyhounds och Kitchener Rangers i OHL och Indiana Ice i USHL.

## Spelarkarriär

### NHL

#### Buffalo Sabres
Bailey draftades i andra rundan i 2013 års draft av Buffalo Sabres som 52:a spelare totalt.
Han gjorde 52 matcher och 8 poäng för Sabres mellan 2016 och 2018.

#### Philadelphia Flyers
Den 18 januari 2019 tradades han till Philadelphia Flyers i utbyte mot Taylor Leier.

## Privatliv
Justin Bailey är son till den före detta amerikanska fotbollsspelaren Carlton Bailey, som spelade för Buffalo Bills, New York Giants och Carolina Panthers i NFL mellan 1988 och 1997.
Bailey är född och uppvuxen i Buffalo, New York, och blev draftad av laget från sin hemstad.

## Statistik
| 2010–2011  | Buffalo Regals              | T1EHL      | 12  | 4  | 1  | 5   | 0  | —  | — | — | —  | —  |
| 2011–2012  | Long Island Royals          | AYHL       | 22  | 21 | 13 | 34  | 52 | —  | — | — | —  | —  |
|            | Indiana Ice                 | USHL       | 2   | 1  | 0  | 1   | 0  | —  | — | — | —  | —  |
| 2012–2013  | Kitchener Rangers           | OHL        | 57  | 17 | 19 | 36  | 34 | 10 | 1 | 2 | 3  | 4  |
| 2013–2014  | Kitchener Rangers           | OHL        | 54  | 24 | 19 | 43  | 20 | —  | — | — | —  | —  |
| 2014–2015  | Kitchener Rangers           | OHL        | 35  | 22 | 19 | 41  | 32 | —  | — | — | —  | —  |
|            | Sault Ste. Marie Greyhounds | AHL        | 22  | 12 | 16 | 28  | 12 | 14 | 7 | 7 | 14 | 6  |
| 2015–2016  | Buffalo Sabres              | NHL        | 8   | 0  | 0  | 0   | 2  | —  | — | — | —  | —  |
|            | Rochester Americans         | AHL        | 70  | 20 | 25 | 45  | 16 | —  | — | — | —  | —  |
| 2016–2017  | Buffalo Sabres              | NHL        | 32  | 2  | 2  | 4   | 4  | —  | — | — | —  | —  |
|            | Rochester Americans         | AHL        | 52  | 23 | 13 | 36  | 35 | —  | — | — | —  | —  |
| 2017–2018  | Buffalo Sabres              | NHL        | 12  | 3  | 1  | 4   | 2  | —  | — | — | —  | —  |
|            | Rochester Americans         | AHL        | 37  | 10 | 5  | 15  | 28 | 3  | 2 | 0 | 2  | 0  |
| 2018–2019  | Rochester Americans         | AHL        | 37  | 9  | 11 | 20  | 18 | —  | — | — | —  | —  |
|            | Lehigh Valley Phantoms      | AHL        | —   | —  | —  | —   | —  | —  | — | — | —  | —  |
| NHL totalt | NHL totalt                  | NHL totalt | 52  | 5  | 3  | 8   | 8  | —  | — | — | —  | —  |
| AHL totalt | AHL totalt                  | AHL totalt | 196 | 62 | 54 | 116 | 97 | 3  | 2 | 0 | 2  | 0  |
| OHL totalt | OHL totalt                  | OHL totalt | 168 | 75 | 73 | 148 | 98 | 24 | 8 | 9 | 17 | 10 |